# Małe Osiedle
Małe Osiedle – kolonia w Polsce, położona w województwie lubuskim, w powiecie strzelecko-drezdeneckim, w gminie Strzelce Krajeńskie.
Wchodzi w skład sołectwa Licheń.
Do 2024 r. miejscowość była przysiółkiem wsi Licheń. W latach 1975–1998 przysiółek należał administracyjnie do województwa gorzowskiego.